# Lepturges macilentus
Lepturges macilentus là một loài bọ cánh cứng trong họ Cerambycidae.